# Готовина
Готовина, готов новац или кеш (енгл. cash) представља новац у облику новчанице или кованице. Раније је готов новац био основа за било какво плаћање. Након појаве и развоја рачунара који су омогућили електронско плаћање, готовина се све мање користи, али у свакодневном животу се више исплати користити је у малопродаји. Постоје разне предности, али и мане плаћања готовином.